# Estación de Invergordon
La estación de Invergordon (en inglés: Invergordon railway station) es una estación de ferrocarril ubicada en el pueblo de Invergordon en el Cromarty Firth (estuario de Firth), en el consejo unitario de Highland en Escocia, Reino Unido.
La estación presta servicios a la Far North Line. La estación se compone de dos plataformas laterales con dos vías que forman un bucle. Los edificios permanentes de las estaciones están en la plataforma hacia el sur, mientras que la plataforma hacia el norte cuenta con un simple refugio.
- Datos: Q605581
- Multimedia: Invergordon railway station / Q605581